# Kredenzen
Kredenzen nennt man das Ausschenken, Darbieten von Getränken und Speisen, früher auch allgemein das Überreichen in feierlicher Form.
Speisen und Getränke, die für den König oder Fürsten bestimmt waren, mussten zunächst vorgekostet werden. Vorkoster war ursprünglich der Truchsess, auch Seneschall genannt, der als Vorsteher der Hofhaltung („der übers Gefolge Gesetzte“) auch für die Küche verantwortlich war. Wenn sie nach der Probe dann dem Herrscher vorgesetzt wurden, konnte dieser nun glauben – lateinisch credere –, dass die Speisen und Getränke nicht vergiftet waren, welche man dem Fürsten anschließend „kredenzte“.

## Geschichte
Deutsche Schriftzeugnisse rund um das Kredenzen können bis ins 14. Jahrhundert nachgewiesen werden. Die veraltete Schreibweise credenzen wurde im Sinne von Vorkosten der Speisen und Getränke verwendet, aber auch im übertragenen Sinne (obszön verhüllend) für das Prüfen der Jungfräulichkeit bei Frauen. In der thüringisch-erfurtischen Chronik des Konrad Stolle aus dem 15. Jahrhundert wird der credencerer (Mundschenk) erwähnt.
Ein new Kochbuch des Marx Rumpolt von 1585 gibt eine genaue Beschreibung eines „Mundschencks“ ab:

„Ein Fürschneider sol ein schöner wacker gerader frölicher junger Mann seyn, in Kleidung sol er sich stadtlich musterlich und zierlich tragen. … Er sol die Speisen erstlich mit einem bissen Brots an seinem Messer spitz steckendt alle nacheinander fein sittsam alle oberfahren berühren unnd credenzen unnd danach seinem Herrn auch nachfolgents allen andern beysitzenden Herrn fein ordentlich nacheinander von demselbigen nach begeren gebürlich unnd zierlich Fürschneiden und Fürlegen. … Darauf der Mundschenck oder ein anderer deputierter Kämmerling mit dem Gießkandel und Gießbecken hinzufinden sol unnd dem Herrn … also nach wie auch vor dem Essen das Handwasser reichen.“